# First lady della Federazione Russa
La first lady della Federazione Russa è un titolo non ufficiale dato alla moglie del Presidente della Russia.
Il titolo è altamente cerimoniale.

## Ruolo della first lady
La first lady non ha una funzione elettiva, non volge alcun dovere d'ufficio e non percepisce stipendio. Ciononostante frequenta molte cerimonie ufficiali e funzioni di stato a lungo sia con o senza il Presidente.

## First Ladies di Russia
Questa è una liste delle first ladies dell'era post-sovietica della Federazione Russa.
| Ritratto            | Name               | Presidente       | Periodo                                                                     |
| ------------------- | ------------------ | ---------------- | --------------------------------------------------------------------------- |
|                     | Naina El'cina      | Boris El'cin     | 12 giugno 1991 - 31 dicembre 1999                                           |
| Lyudmila with Putin | Ljudmila Putina    | Vladimir Putin   | 31 dicembre 1999 - 7 maggio 2000 (Ad interim) 7 maggio 2000 - 7 maggio 2008 |
|                     | Svetlana Medvedeva | Dmitrij Medvedev | 7 maggio 2008 - 7 maggio 2012                                               |
| Lyudmila with Putin | Ljudmila Putina    | Vladimir Putin   | 7 maggio 2012 - 6 giugno 2013                                               |
|                     | Vacante            | Vladimir Putin   | A partire dal 6 giugno 2013                                                 |